# Selmana
Selmana (em árabe: سلمانة) é uma pequena cidade e comuna localizada na província de Djelfa, Argélia. De acordo com o censo de 2008, a população total da cidade era de 19 471 habitantes.